# Cocopah-reservatet
Cocopah-reservatet er et indianerreservat i USA. Det bestå af 3 delte reservatafsnit: Cocopah Øst, Cocopah Vest og Cocopah Nord med hovedsæde 8 km vest for byen Somerton, Arizona, USA.
Beliggenhed: 337 km sydvest for Phoenix i Yuma County.
Stamme: Cocopah. Kendt for: Perlefremstilling.